# Europees-mediterrane kampioenschappen boogschieten 1987 (indoor)
De Europees-mediterrane kampioenschappen indoorboogschieten 1987 waren door de Fédération Internationale de Tir à l'Arc (FITA) georganiseerde kampioenschappen voor boogschutters. De derde editie van de Europese kampioenschappen vond plaats in het Franse Parijs van 7 tot en met 8 februari 1987.

## Resultaten

### Individueel
|        | Heren           | Dames                 |
| ------ | --------------- | --------------------- |
| Goud   | Igor Prokopiv   | Liudmila Arzhannikova |
| Zilver | Manfred Barth   | Liselotte Andersson   |
| Brons  | Marnix Vervinck | Zebinisso Rustamova   |

### Team
|        | Heren                                         | Dames                                                   |
| ------ | --------------------------------------------- | ------------------------------------------------------- |
| Goud   | Igor Prokopiv Vladimir Esheev Boris Isachenko | Liudmila Arzhannikova Zebinisso Rustamova Helena Marfel |
| Zilver | Manfred Barth Andreas Lippoldt Klaus Emmerich | Nathalie Hibon Marie-José Bazin Catherine Pellen        |
| Brons  | Vincent Weis Thierry Venant Bruno Felipe      | Liselotte Andersson Christa Baeckman Annette Andersson  |